# Чуваки й дракони
Чуваки й дракони (англ. Dudes & Dragons, робоча назва — «Воїни дракона», англ. Dragon Warriors) — американський комедійний фільм, фентезійний екшн 2015 року, знятий Маклейном Нельсоном та Стівеном Шімеком за власним сценарієм. У головних ролях: Джеймс Марстерс, Кейтлін Даблдей, Люк Перрі, Адам Джонсон, Маклейн Нелсон, Клер Нідерпрум.
Прем'єра фільму відбулася 10 жовтня 2015 року в Солт-Лейк-Сіті, штат Юта. Фільм отримав загалом невисокі оцінки критиків і глядачів, які відмітили незадовільну режисуру на тлі непоганої гри акторів.

## Сюжет
Злий чарівник, лорд Тенслі, домагається прекрасної принцеси леді Енногард. Не здобувши її прихильності, він викрадає принцесу і випускає смертоносного дракона, який тероризуватиме навколишні землі та знищуватиме усе, що пов'язане з любов'ю. На порятунок принцесі вирушає молодий воїн Камілан зі своїм братом Раміком.

## Актори і персонажі
- Джеймс Марстерс — лорд Тенслі
- Кейтлін Даблдей — Енногард
- Люк Перрі — Лораш
- Адам Джонсон — Рамік (Рамікус)
- Маклейн Нельсон — Камілан
- Клер Нідерпрум — Ларек
- Джейк ван Вагонер — Семтон
- Ерік Дентон — Шокдор
- Шеннон Енгеманн — Бельвіда
- Лорін (Лала) Кент — Ідарія
- Джейк Суасо — Зао (Заус)
- Джордж Нельсон — Еґґор
- Леслі Нельсон — Еллесі